# Russell Mulcahy
Russell Mulcahy (Melbourne, Victòria, 23 de juny de 1953) és un director de cinema, televisió i videoclips australià, conegut principalment per ser el creador de la pel·lícula Highlander.

## Biografia
La seva carrera va començar com a director de vídeos musicals. Mulcahy va ser un dels referents d'aquest format amb videoclips tan mítics com els de Elton John, Duran Duran, Bonnie Tyler o la cançó "Video Killed the Radio Star" de The Buggles.
Antic muntador instal·lat a Anglaterra, debuta als anys 1980. En principi realitzador de vídeoclips, passa més tard a la direcció de llargmetratges, com Derek and Clive Get the Horn (comèdia).
Es dirigeix a continuació cap al cinema de gènere en el qual pot expressar-se millor. Razorback, un survival de por. El 1986, realitza Els immortals (ciència-ficció) en el qual dirigeix Christopher Lambert i Sean Connery. El film és un èxit. Més tard, realitza Highlander, el retorn. Aquesta continuació és massacrada per la critica, i no trobarà el mateix èxit…
El 1988, comença el rodatge de Rambo 3 però després de només alguns dies de rodatge, és despatxat pels productors del film per "discrepàncies artístiques".
A partir d'aquí, Mulcahy es va embarcar en projectes interessants que no van tenir tant èxit, com Ricochet (1991) o l'adaptació a la pantalla gran de l'heroi del còmic L'Ombra (1994), Blue Ice, L'Afer Karen McCoy i Resurrection. Fins i tot es va embarcar en la desafortunada seqüela de Highlander II: The Quickening (1991).
En els últims anys, Mulcahy ha dirigit telefilmes o capítols de sèries d'èxit com Queer as Folk (2000), Mysterious Island (2005), The Curse of King Tut's Tomb (2006) amb Casper Van Dien, l'aclamada "Pregàries per Bobby" (2009) amb Sigourney Weaver o Teen wolf (2011) amb Tyler Posey.

## Filmografia
- Derek and Clive Get the Horn (1979)
- Razorback (1984)[3]
- Arena (1985)
- Els immortals (Highlander) (1986)
- Els immortals 2: El desafiament (Highlander II: The Quickening) (1991)
- Ricochet (1991)
- Blue Ice (1992)
- Extremadament perillosa (The Real McCoy) (1993)
- The Shadow (1994)
- Silent Trigger (1996)
- Resurrecció (Resurrection) (1998)
- Tale of the Mummy (1998)
- Swimming Upstream (2003)
- Resident Evil: Extintion (2007)[4]
- Prayers for Bobby (2009)

## Vídeos musicals
- "Video Killed the Radio Star" de The Buggles, que va ser el primer videoclip musical emès per la cadena MTV[5]
- Diversos clips dels quatre primers discos de Duran Duran:
  - "Planet Earth"
  - "My Own Way"
  - "Lonely In Your Nightmare"
  - "Hungry Like the Wolf"
  - "Save A Prayer"
  - "Rio"
  - "(Waiting for the) Nightboat"
  - "Is There Something I Should Know?"
  - "The Reflex"
  - "The Wild Boys"
- Diversos vídeos per Elton John:
  - "Breaking Down Barriers"
  - "Carla/Etude/Fanfare"
  - "Elton's Song"
  - "Fascist Faces"
  - "The Fox"
  - "Heart in the Right Place
  - "Heels of the Wind"
  - "Just Like Belgium"
  - "Nobody Wins"
  - "Chloe"
  - "I'm Still Standing" (dues versions)
  - "I Guess That's Why They Call It The Blues"
  - "Sad Songs (Say Down Much)"
  - "Act of War" (amb Millie Jackson)
  - "Wrap Her Up"
  - "I Don't Wanna Go On With You Like That"
  - "Town of Plenty"
  - "A Word in Spanish"
  - "The One"
  - "Simple Life"
- "Bette Davis Eyes", "Draw of the Cards", "Say you don't know Me i "Voyeur", per a Kim Carnes
- "The Tubes Video" que va ser nominat per a un premi Grammy.
- "True", de Spandau Ballet
- "Total Eclipse of the Heart" de Bonnie Tyler
- "Vienna", "The Thin Wall" i "The Voice" d'Ultravox
- "Allentown", "She's Right On Time", "Pressure" i "A Matter of Trust" per Billy Joel
- "A Kind Of Magic" i "Princes of the Universe" per Queen
- "One Hit (to the Body)" i "Going To A Go-Go", de The Rolling Stones
- "Gypsy" i "Oh Diane" per Fleetwood Mac
- "The War Song", de Culture Club
- "Sex (I'm A...)" de Berlin
- "Street Cafe" i "Hey, Little Girl" per Icehouse
- "Turning Japanese" de The Vapors

També va dirigir videos per gent com Taylor Dayne, Rod Stewart, Def Leppard, Boy George, Kenny Loggins, Arcàdia, Falco, Go West, Cliff Richard, Fleetwood Mac, Supertramp, The Motels, Talk Talk, The Stranglers, 10cc, The Human League, XTC i AC/DC.